# Jítnoie
Jítnoie (en rus: Житное) és un poble de l'óblast d'Astracan, a Rússia, segons el cens del 2010 tenia 1.902 habitants.